# Classe Seaside
 (juillet 2016).
Si vous disposez d'ouvrages ou d'articles de référence ou si vous connaissez des sites web de qualité traitant du thème abordé ici, merci de compléter l'article en donnant les références utiles à sa vérifiabilité et en les liant à la section « Notes et références ».
La classe Seaside (classe Rina) est une classe de quatre navires de croisière exploitée par la société MSC Croisières. Ils sont les premiers paquebots MSC à être construits en Italie par Fincantieri.
Elle fait partie des 6 classes de paquebots de MSC Croisières avec la Classe Lirica, la Classe Musica, la Classe Fantasia, la Classe Meraviglia et la Classe World.
En mai 2014, MSC commande une nouvelle classe nommée "Seaside" à Fincantieri de Monfalcone : sa commande porte sur la construction de deux navires et une option sur un troisième. Ces navires seront livrés en même temps que les Meraviglia construits à Saint-Nazaire. Les Seaside sont un peu plus longs (323m) que les deux premiers paquebots de classe Meraviglia (316m) mais moins longs que les Meraviglia Plus (331 mètres). Ils accueillent également moins de passagers mais offrent plus d'espaces extérieurs.
L'une des particularités principales des paquebots de classe Seaside est en effet l'architecture-même des navires, permettant de proposer beaucoup plus d'espaces extérieurs que les autres navires de la compagnie.

## Les unités de la classe
| Navire de croisière | Tableau | Tonnage (T.S.L.) | Longueur (m) | Maître-bau (m) | Hauteur (m) | Cabines | Passagers | Équipage | Vitesse (nœuds) | Année       | Chantier naval           | Lancé |
| ------------------- | ------- | ---------------- | ------------ | -------------- | ----------- | ------- | --------- | -------- | --------------- | ----------- | ------------------------ | ----- |
| MSC Seaside         |         | 153 516          | 323          | 41             | 72          | 2 067   | 5 331     | 1 413    | 21,8            | 2015 (2017) | Fincantieri (Monfalcone) | 2017  |
| MSC Seaview         |         | 153 516          | 323          | 41             | 72          | 2 067   | 5 331     | 1 413    | 21,8            | 2016 (2018) | Fincantieri (Monfalcone) | 2018  |

| Navire de croisière | Tableau | Tonnage (T.S.L.) | Longueur (m) | Maître-bau (m) | Hauteur (m) | Cabines | Passagers | Équipage | Vitesse (nœuds) | Année       | Chantier naval           | Lancé |
| ------------------- | ------- | ---------------- | ------------ | -------------- | ----------- | ------- | --------- | -------- | --------------- | ----------- | ------------------------ | ----- |
| MSC Seashore        |         | 170 412          | 339          | 41             | 72          | 2 270   | 5 877     | 1 634    | 22              | 2019 (2021) | Fincantieri (Monfalcone) | 2021  |
| MSC Seascape        |         | 170 412          | 339          | 41             | 72          | 2 270   | 5 877     | 1 634    | 22              | 2020 (2022) | Fincantieri (Monfalcone) | 2022  |